# Julia Bodmer
Julia Gwynaeth Bodmer (* 31. Juli 1934 in Manchester, Vereinigtes Königreich; † 29. Januar 2001 in Oxford,  Vereinigtes Königreich) war eine britische Genetikerin und Ökonomin. Sie spielte eine Schlüsselrolle bei der Entdeckung und Definition des humanen Leukozytenantigensystems (HLA), das für Transplantatabstoßungen und die Anfälligkeit für Autoimmunerkrankungen verantwortlich ist.

## Leben und Werk
Bodmer besuchte die Manchester High School for Girls. Anschließend studierte sie mit einem staatlichen Stipendium an der Lady Margaret Hall der University of Oxford Philosophie, Politik und Volkswirtschaftslehre und spezialisierte sich in ihrem letzten Jahr auf Volkswirtschaftslehre und Statistik. Direkt nach ihrem Abschluss heiratete sie Walter Bodmer, mit dem sie während eines Großteils ihres Berufslebens zusammenarbeitete. Sie zog mit ihrem Ehemann nach Cambridge, wo sie als statistische Assistentin des Ökonomen Brian Reddaway in der Abteilung für angewandte Volkswirtschaftslehre tätig war.
1961 zog sie mit ihrem Mann und ihren drei Kindern nach Stanford, wo sie an der Stanford University zunächst als Forschungsassistentin im Labor der Hämatologin Rose O. Payne und später im Labor ihres Mannes arbeitete. Während dieser Zeit arbeitete sie an der Gewebetypisierung und legte den Grundstein für die ersten beiden Gene des HLA-Systems. Sie entdeckte zahlreiche neue Typen und analysierte deren Verteilung in Populationen.
1970 kehrte sie an die University of Oxford zurück. Sie wurde zur Forschungsbeauftragten im Genetiklabor ernannt, wo sie ihre Arbeit zu HLA-Krankheitsassoziationen und der Bevölkerungsverteilung der HLA-Typen fortsetzte. Sie zeigte den Zusammenhang zwischen dem HLA-Typ und juveniler rheumatoider Arthritis sowie ankylosierender Spondylitis bei Frauen und trug so dazu bei, die immunologischen Grundlagen dieser Krankheiten zu etablieren.
1979 wechselte sie zum
Imperial Cancer Research Fund (ICRF) in London und leitete das Tissue Antigen Laboratory. Während ihrer Zeit am ICRF leistete sie bedeutende Beiträge zur Genetik von Morbus Hodgkin, Burkitt-Lymphom und Hodenkrebs. Durch die Analyse und Sammlung von Familien mit Hodenkrebs in der Vorgeschichte gelang es ihr, das erste Prädispositionsgen für Hodenkrebs zu identifizieren. Als ihr Ehemann Rektor des Hertford College wurde, kehrte sie nach Oxford zurück und gründete gemeinsam mit ihrem Mann das Cancer and Immunogenetics Laboratory am Weatherall Institute of Molecular Medicine, wo sie an der genetischen Variation in menschlichen Populationen arbeitete.
Sie war Mitglied in zahlreichen Ausschüssen, darunter 1992 Vorsitzende der von ihr mitbegründeten Histokompatibilitäts- und Immungenetikgruppe sowie Sekretärin und von 1996 bis 1997 Präsidentin der European Federation for Immunogenetics (EFI). Sie spielte auch eine aktive Rolle im Nomenklaturausschuss der Weltgesundheitsorganisation (WHO). Sie war Mitglied der Akademie der Medizinischen Wissenschaften und Ehrenmitglied des Royal College of Physicians. Obwohl sie keinen konventionellen naturwissenschaftlichen Abschluss besaß, erhielt sie von der Universität Oxford einen Doktortitel in Chemie.

## Ehrungen (Auswahl)
- Seit 2002 verleiht die EFI ihr zu Ehren den Julia Bodmer Award. Jedes Jahr wird ein Preis an einen jungen Wissenschaftler verliehen, um seine außergewöhnliche Arbeit auf dem Gebiet der Immungenetik und das Labor, in dem er seine Forschung durchgeführt hat, zu würdigen.[8][9]
- Der Julia Bodmer Memorial Lecture Fund  unterstützt Gastvorlesungen in Naturwissenschaften und Medizin, die entweder von jemandem gehalten werden oder die Leistung einer Person beschreiben, die erfolgreich von einer Disziplin in eine andere gewechselt ist, auf dem neuen Gebiet herausragende Leistungen erbracht hat und dadurch ihren Beitrag zur Entwicklung des menschlichen Wissens verstärkt hat.[10]